# 魯達河 (捷捷列夫河支流)
魯達河（烏克蘭語：Руда），是烏克蘭的河流，位於該國北部日托米爾州，流經日托米爾區，屬於捷捷列夫河的左支流，發源自赫利博奇察附近，河道全長16公里。